# Odontophorus leucolaemus
Odontophorus leucolaemus là một loài chim trong họ Odontophoridae.